# Просто скажи «нет»

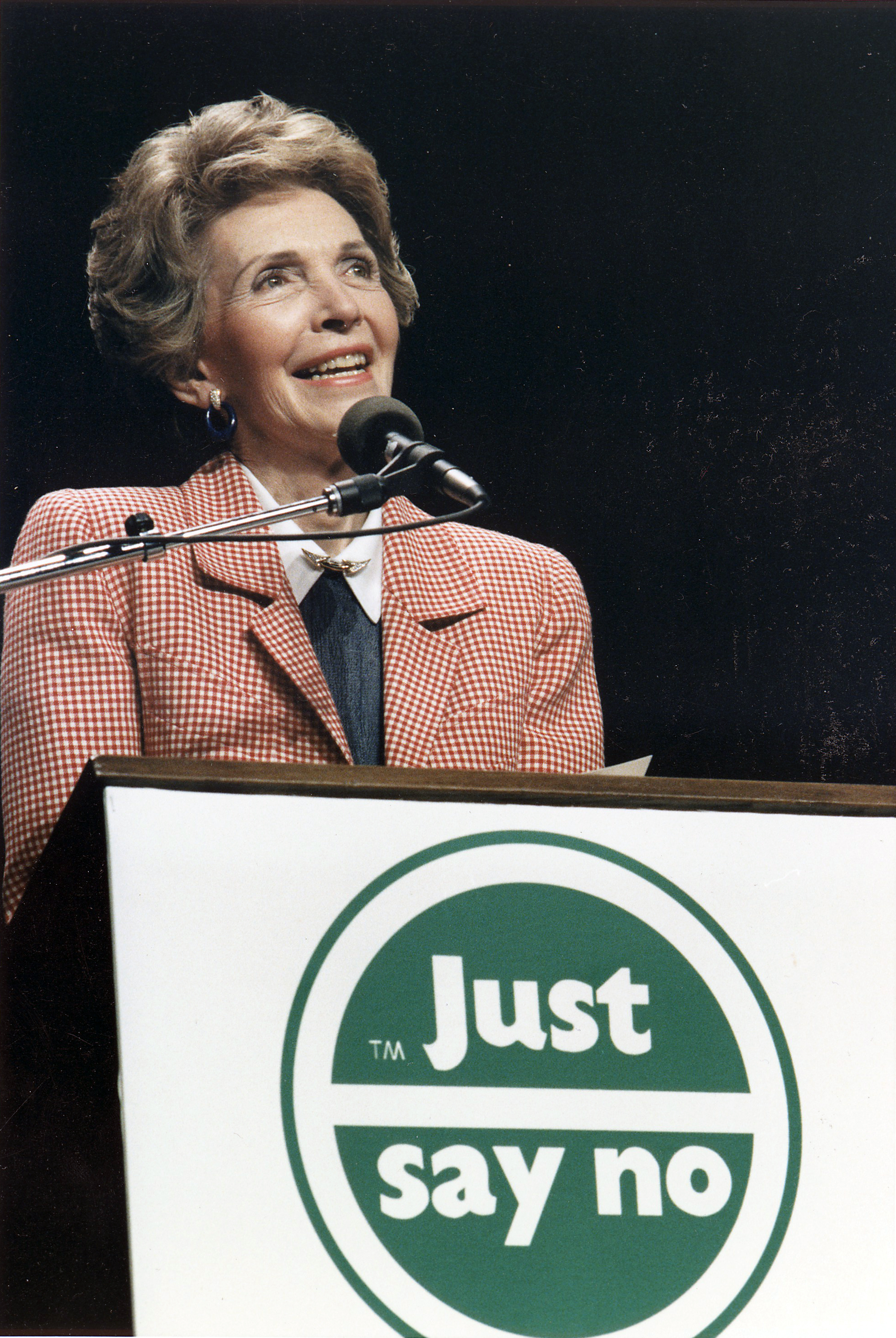
Первая леди Нэнси Рейган выступает на собрании «Просто скажи: НЕТ» в Лос-Анджелесе.

Просто скажи «нет» (англ. Just Say No) — социальная кампания, часть американской программы «Война с наркотиками» получила широкое распространение в 1980-х и в начале 1990-х годов. Цель кампании состояла в том, чтобы отвратить детей от нелегального употребления наркотиков с целью забавы, предложив им различные способы для выражения своего отказа. В дальнейшем употребление этой фразы расширилось на сферу насилия и добрачного секса. Слоган был придуман и использован первой леди Нэнси Рейган в годы президентства её мужа.

## Старт кампании

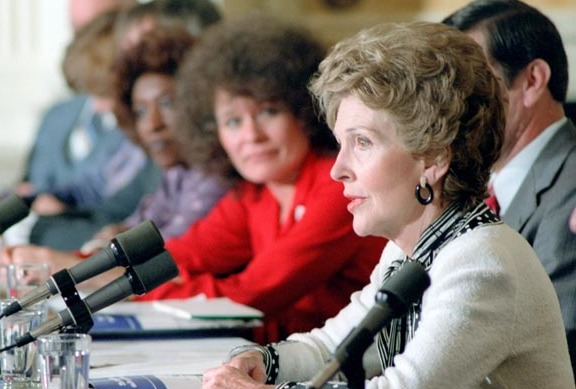
Нэнси Рейган проводит встречу первых леди по поводу злоупотребления наркотиками в Белом доме, 1985 год

Кампания выросла из программы профилактики злоупотребления психоактивными веществами, поддержанной национальными институтами здравоохранения США. Ещё в 1970-х годах профессор социальной психологии Хьюстонского университета Ричард И. Эванс выступил пионером создания программы. Социальная модель Эванса заключалась в обучении студентов навыкам сопротивления давлению со стороны сверстников и прочих социальных веяний. В кампании принимали участие студенты по всей стране. В кампании победил студент Южнофлоридского университета Джордан Циммерман, в будущем основатель Zimmerman Advertising, 15-й по величине рекламной корпорации США. Движение против наркотиков было в числе рекомендованных навыков для снижения давления со стороны сверстников. Более массированная кампания Нэнси Рейган способствовала распространению этой социальной профилактической стратегии.
Впервые Нэнси Рейган начала политическую деятельность, появившись в туре кампании в организации Дейтоп-вилладж, штат Нью-Йорк. Она вспоминала, что была впечатлена необходимостью просветить молодёжь о наркотиках и злоупотреблении наркотиками. После избрания её мужа, Рональда Рейгана президентом США она вновь приехала в Дейтоп-вилладж, где рассказала как собирается помогать учить молодёжь. В 1981 году Нэнси Рейган заявила, что лучшее что она может сделать — это привлечь внимание к опасности злоупотребления наркотиками: «Понимание того, что наркотики могут сделать с вашими детьми, понимание давления со стороны сверстников, понимание, почему они обращаются к наркотикам… есть первый шаг к решению проблемы».

## Кампания в США и за рубежом
Фраза «Просто скажи: НЕТ» впервые была употреблена Нэнси Рейган в 1982 году при посещении начальной школы Лонгфеллоу (Longfellow Elementary School) в Окленде, штат Калифорния. На вопрос школьницы, что делать, если ей предложили наркотики первая леди ответила: «Просто скажи: НЕТ». Вскоре клубные организации в школах и школьные антинаркотические программы стали общими, молодёжь стала давать обязательства не экспериментировать с наркотиками.
На вопрос о её достижениях в ходе кампании Нэнси Рейган ответила: «Если вы сможете спасти хотя бы одного ребёнка, то программа того стоит». Нэнси Рейган путешествовала по США и некоторым другим странам, наездив всего 400 тыс. км. Она посещала центры по реабилитации наркоманов и программы по профилактике злоупотребления наркотиков, привлекая внимание СМИ, появлялась на ток-шоу, записывала социальную рекламу и писала гостевые статьи. К осени 1985 она появилась в 23-х ток-шоу, снялась в роли хозяина в эпизоде программы «Доброе утро, Америка» и снялась в двухчасовом документальном фильме канала PBS, посвящённом проблеме злоупотребления наркотиками.
Кампания и фраза «Просто скажи: НЕТ» приобрела популярность в американской культуре после выхода эпизодов телешоу Diff’rent Strokes and Punky Brewster, посвящённых теме кампании. В 1983 году Нэнси Рейган появилась в телепрограммах Dynasty и Diff’rent Strokes, чтобы привлечь больше внимания к антинаркотической кампании. Также она снялась в клипе «Stop the Madness». В 1987 году Ла Тойя Джексон стала оратором кампании Нэнси Рейган и записала песню «Just Say No» с помощью британских продюсеров Стока, Эйткена и Ватермана.
В 1985 году Нэнси Рейган расширила кампанию до международных масштабов. Она пригласила первых леди тридцати государств в Белый дом на конференцию «Конференция первых леди о злоупотреблении наркотиками». После она стала первой из супруг президентов, приглашённых для выступления с речью в ООН.
Чтобы способствовать делу, Нэнси Рейган заручилась помощью организаций: «Девушки-скауты Соединённых Штатов Америки», Международный клуб Kiwanis и Национальная федерация родителей за молодёжь без наркотиков. Организация Kiwanis выставила более 2 тыс. рекламных щитов с изображением Нэнси Рейган и лозунгом. В школах и молодёжных организациях в США и за рубежом были основаны свыше 5 тыс. клубов. Многие клубы ианизации продолжают действовать по всей стране, осуществляя помощь в просвещении детей и подростков о последствиях воздействия наркотиков.

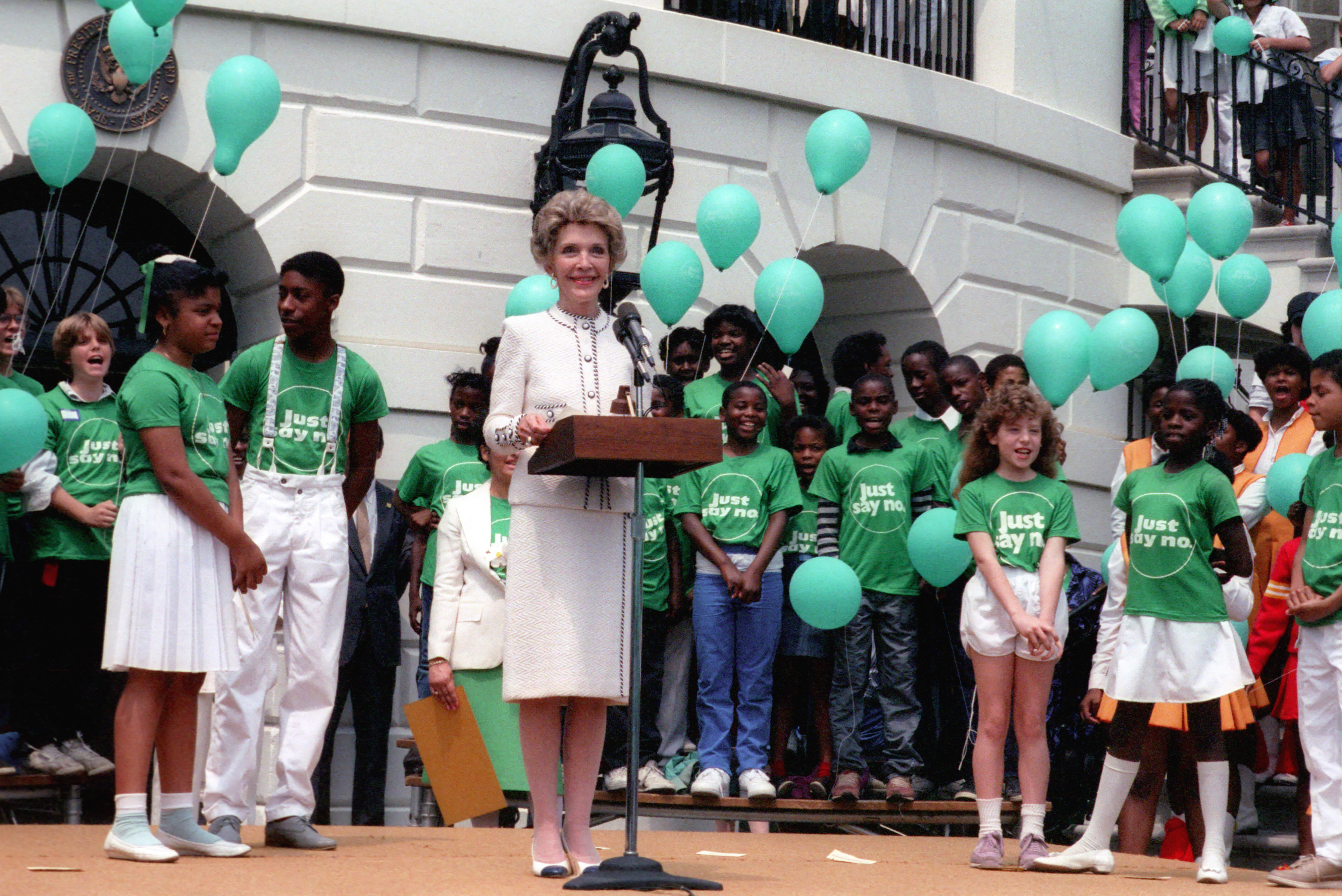
Нэнси Рейган на собрании «Just Say No» в Белом доме, 1986.

В 1980-х годах был дан старт кампании «Просто скажи: НЕТ» в Великобритании, где в 1986 году она была популяризована кампанией канала Би-би-си «Drugwatch», вращавшейся вокруг истории о пагубной привязанности к героину популярного детского телесериала Grange Hill. Песня первоначальной американской кампании с добавлением рэпа попала в десятку британского топ-листа. Смерть школьницы Анны Вуд в Сиднее (Австралия) и девушки Ли Бетс из Эссекса в середине 1990-х годов вызвала бурю в СМИ в Великобритании и Австралии на тему нелегального употребления наркотиков. Родители Анны Вуд разместили в прессе фотографию погибшей дочери с надписью «Просто скажи нет наркотикам» с целью предупредить общество об опасности незаконного употребления наркотиков. Фотография широко разошлась по СМИ. Фото Ли Бетс, находившейся на больничной койке в коме, также циркулировало по британским СМИ. Обе девочки погибли от гипергидратации, поскольку выпили слишком много воды после употребления «Экстази».

## Последствия

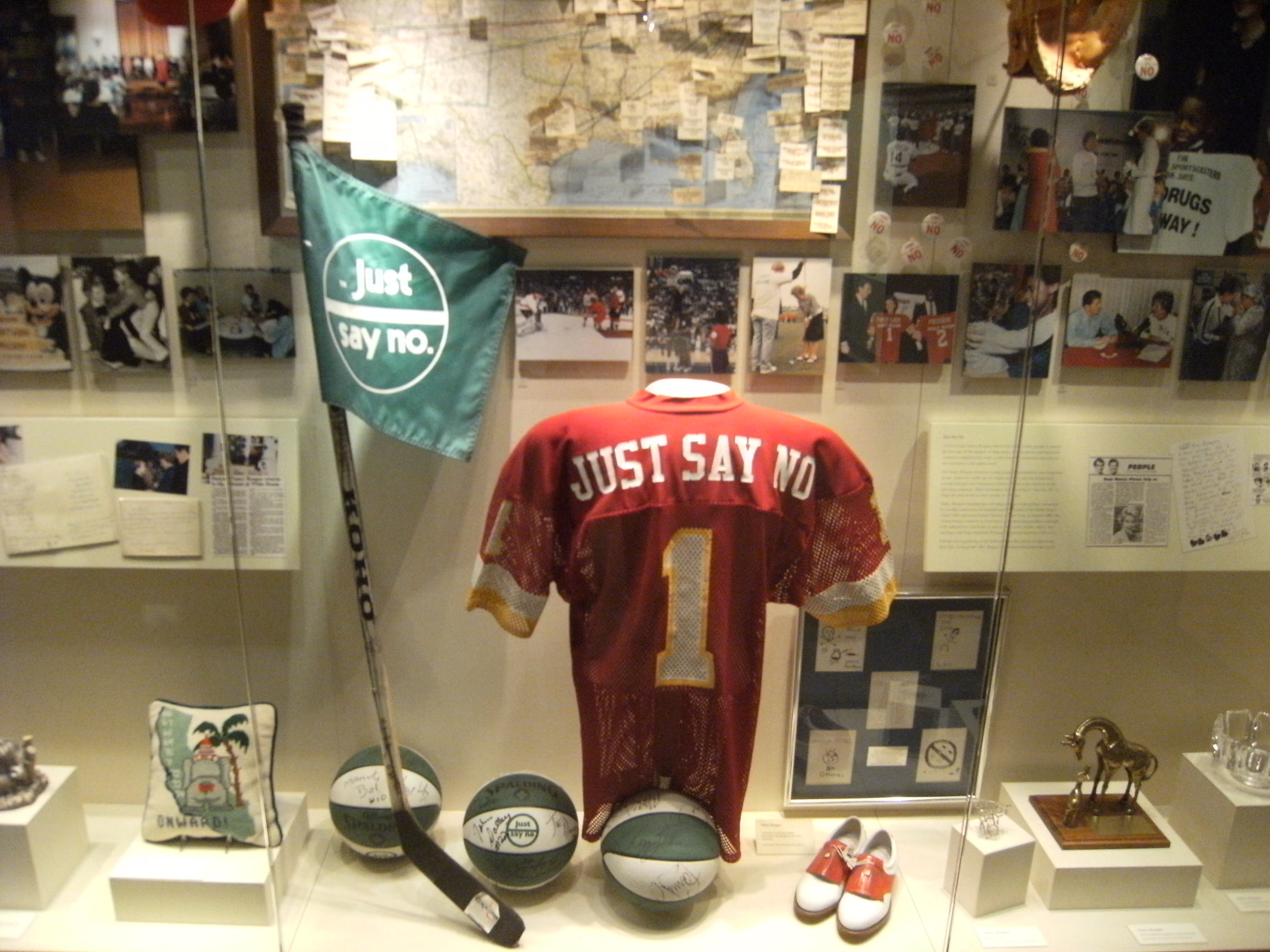
Вещи с символикой Just Say No в библиотеке Рейгана

Благодаря усилиям Нэнси Рейган внимание общества к употреблению наркотиков повысилось, но прямой связи между кампанией «Просто скажи: НЕТ» и сокращением употребления наркотиков не выявлено, хотя употребление наркотиков в ходе президентства Рейгана значительно снизилось. Согласно исследованию, проведённому Институтом социальных исследований Мичиганского университета, в 1980 году число молодёжи потребляющей наркотики снизилось. Число учащихся старших школ, употребляющих марихуану, снизилось с 50,1 % в 1978 году до 36 % в 1987 году,, и до 12 % в 1991 году. Аналогично снизилось число учеников, употребляющих другие наркотики. Уровень употребления психоделиков упал с 11 % до 6 %, кокаина с 12 % до 10 %, героина с 1 % до 0,5 %. Но также есть научные исследования, подтверждающие, что это ложная корреляция и кампания никак не повлияла на употребление наркотиков.
Кампания навлекла на себя существенную критику, как за чрезмерную дороговизну, так и за неоправданный расчёт на то, что многократно повторённый лозунг сработает сам по себе. Также говорилось о том, что кампания слишком далека от таких социальных проблем как безработица, бедность и распад семей. Подход Нэнси Рейган к привлечению внимания общества также подвергся критике, поскольку решение проблемы упрощалось до крылатой фразы.